# Hajdú-Moharos József
Hajdú-Moharos József (Budapest, 1957. – Solymár, 2001. április 27.) magyar geológus, geográfus, a földrajztudomány kandidátusa

## Élete
Diplomata édesapját már korán, 1 éves korában elveszítette, aki a szovjet-kínai konfliktus áldozata lett: azon a repülőgépen utazott, amelyen az Egyiptomba tartó kínai kormánydelegáció a Szovjetunió területén lezuhant. Ez a tény egy életre felkeltette az érdeklődését a geopolitika iránt. Iskoláit Budapesten végezte, 1981-ben geológus és geográfus diplomát szerzett az Eötvös Loránd Tudományegyetemen. Szakmai irányultsága Kádár László professzor tanításának köszönhető. Életművét a tabutémákat áttörő, konfliktusfeltáró írások jellemzik. Ezért sokszor a magyarországi egyetemekről kiszorítva alakította később "iskolává" terebélyesedő munkásságát, melynek eredményeként, tanítványainak köszönhetően az 1990-es évektől a magyar nyelvű térképeken egyre inkább megjelentnek - s egyre helyesebben - a határon túli magyar helynevek. A rákkal való tizenegy éves küzdelemben végül alulmaradt, és 2001. április 27-én elhunyt.

## Munkássága
Életében több intézményben tanított: volt az ELTE Regionális-földrajz tanszékének tanára, az ELTE Térképtudományi Tanszék tanára, a Balaton Akadémia tanára, a Soproni Egyetem tanára. A csíkszeredai Bolyai Nyári Egyetemen számos alkalommal előadott. 
Megalapította a Lóczy Lajos munkacsoportot, és közösen lerakták a Kárpát-medence földrajzának új alapjait a helynévtár, a térbeosztás, a rendszerezés tekintetében.
Életében írt 15 könyvet, ezen kívül számos tankönyvnek, egyetemi jegyzetnek volt szerzője, társszerzője, szerkesztője. Kétszer annyi tanulmány, lexikon szócikk, enciklopédia-fejezet, recenzió szerzője, számos térkép szerkesztője, ill. több idegen nyelvű könyv magyarra fordítója. Ő volt a magyar nyelvű földrajzi szakemberek találkozójának, a HUNGEO-nak az egyik szellemi atyja. Az első találkozó egyik főszervezője.
Hevesi Attilával együtt kidolgozták az első, modern, a teljes Kárpát-medencére érvényes többnyelvű kistájkataszteri beosztást.

Pályájának egyik legfontosabb alkotása az élete végén befejezett Magyar településtár, ami egy olyan speciális helységnévtár, ami nem magyar nyelv központú, hanem a Kárpát-medencében élő népek nyelvét figyelembe vevő településtár.

## Főbb publikációi
- Menedzsment-Marketing-geopolitika
- Románia tájföldrajzi beosztása
- Moldva-Csángóföld-csángó sors
- Fehéroroszország-Ukrajna-Moldávia
- Kárpátalja földrajza
- Földünk-környezetünk I-IV.
- Partium
- Történeti-gazdasági területegységek: I. Európa, II. Afrika-Ázsia, III. Amerika-Ausztrália-Óceánia-Sarkvidékek
- Útkereső ország, Románia
- Szlovákia földrajza

## Díjak, elismerések
- A magyar nemzetért emlékérem (Magyarok Világszövetsége, 1998)
- Julianus-díjjal tüntették ki a szórványmagyarságért végzett szolgálataiért (1996)
- Emlékére a Magyar Földtani Társulat díjat alapított, amit a HUNGEO-n adnak át évente[3]
- A Karcagi Nagykun Református Gimnázium 2011 óta évente kiosztja a "Dr. Hajdú-Moharos József Földrajzi Tanulmányi díjat"[4]